# Umm Sabuna
Umm Sabuna – nieistniejąca już arabska wieś, która była położona w Dystrykcie Beisan w Mandacie Palestyny. Wieś została wyludniona i zniszczona podczas I wojny izraelsko-arabskiej, po ataku sił żydowskiej Hagany w dniu 21 maja 1948 roku.

## Położenie
Umm Sabuna leżała w północnej części Doliny Bet Sze’an. Wieś była położona w depresji rzeki Jordan na wysokości -175 metrów p.p.m., w odległości 8 kilometrów na północ od miasta Beisan. Według danych z 1948 roku we wsi mieszkało wówczas 868 osób.

## Historia
W okresie panowania Brytyjczyków Umm Sabuna była niewielką wsią, której mieszkańcy utrzymywali się z upraw zbóż.

Przyjęta 29 listopada 1947 roku Rezolucja Zgromadzenia Ogólnego ONZ nr 181 przyznała te tereny państwu żydowskiemu. Dzień po proklamacji niepodległości Izraela państwa arabskie rozpoczęły inwazję, wszczynając w ten sposób I wojnę izraelsko-arabską. Dolinę Bet Sze’an usiłowały zająć wojska irackie, które wdały się w bitwę o Geszer (15-17 maja 1948). Wieś Umm Sabuna znajdowała się na południe od kibucu Geszer, u wejścia od północy do Doliny Bet Sze’an. Obawiając się możliwości wykorzystania wioski przez siły arabskie, podjęto decyzję o jej zniszczeniu. W dniu 21 maja 1948 roku żydowscy żołnierze (Brygada Golani) zajęli wieś Umm Sabuna. Wszyscy jej mieszkańcy zostali wysiedleni (uciekli do Transjordanii), a następnie wyburzono domy.

## Miejsce obecnie
Teren wioski Umm Sabuna pozostaje opuszczony, jednak jej pola uprawne zajął sąsiedni kibuc Newe Ur. Palestyński historyk Walid Chalidi, tak opisał pozostałości wioski Umm Sabuna: „Na miejscu wsi pozostał jedynie kamienny gruz”.